# Haderslev Kommune (1970-2006)
Haderslev Kommune i Sønderjyllands Amt blev dannet ved kommunalreformen i 1970. Ved strukturreformen i 2007 blev den udvidet til den nuværende Haderslev Kommune ved indlemmelse af Gram Kommune, Vojens Kommune, Bevtoft Sogn i Nørre Rangstrup Kommune og de 3 sydligste sogne i Christiansfeld Kommune – Bjerning Sogn, Fjelstrup Sogn og Hjerndrup Sogn – som ved en folkeafstemning valgte at komme til Haderslev Kommune.

## Tidligere kommuner
Haderslev havde været købstad, men det begreb mistede sin betydning med kommunalreformen. I 1966 blev købstaden lagt sammen med en sognekommune:
| Kommune           | Folketal september 1965 | Byer      |
| ----------------- | ----------------------- | --------- |
| Haderslev Købstad | 19.956                  | Haderslev |
| Gammel Haderslev  | 734                     | Haderslev |
| I alt             | 20.690                  |           |

Ved selve kommunalreformen blev 9 sognekommuner lagt sammen med Haderslev Købstad til Haderslev Kommune:
| Kommune       | Folketal 1. januar 1970 | Byer                        |
| ------------- | ----------------------- | --------------------------- |
| Haderslev     | 20.237                  |                             |
| Grarup        | 150                     |                             |
| Halk          | 822                     |                             |
| Hoptrup       | 2.215                   | Hoptrup og Marstrup         |
| Moltrup       | 548                     |                             |
| Sønder Starup | 1.240                   | Starup                      |
| Vilstrup      | 1.257                   | Kelstrup og Sønder Vilstrup |
| Vonsbæk       | 495                     |                             |
| Øsby          | 1.685                   | Øsby og Årøsund             |
| Åstrup        | 571                     |                             |
| I alt         | 29.220                  |                             |

Hertil kom Ladegård ejerlav i Bjerning Sogn og Sillerup ejerlav i Fjelstrup Sogn. Begge sogne kom ellers til Christiansfeld Kommune.

## Sogne
Haderslev Kommune bestod af følgende sogne, alle fra Haderslev Herred:
- Gammel Haderslev Sogn
- Grarup Sogn
- Haderslev Vor Frue Domsogn
- Halk Sogn
- Hoptrup Sogn
- Moltrup Sogn
- Sønder Starup Sogn
- Vilstrup Sogn
- Vonsbæk Sogn
- Øsby Sogn
- Åstrup Sogn

## Byråd
Byrådets 31 medlemmer fordelte sig således i 2006:
- Socialdemokraterne: 13 medlemmer
- Det Konservative Folkeparti: 1 medlem
- Socialistisk Folkeparti: 1 medlem
- Kristendemokraterne: 1 medlem
- Dansk Folkeparti: 2 medlemmer
- Venstre: 13 medlemmer

## Borgmestre
- Nicolai Svendsen (1920) (Den danske gruppe)
- Thorvald Møller (1920-1922) (Den danske gruppe)
- Laurentius Christensen (1922-1929) (Den danske fællesliste)
- Andreas Thulstrup (1929-1946) (Venstre)
- Orla Christensen (1946-1954) (Det Konservative Folkeparti)
- Peter Olesen (1954-1970) (Socialdemokratiet)
- Hans Christian Carstensen (1970-1981) (Det Konservative Folkeparti)
- Kurt Dørflinger (1982-1989) (Socialdemokratiet)
- Gunner Nielsen (1990-1993) (Det Konservative Folkeparti)
- Karen From (1994-2001) (Venstre)
- Jens Christian Gjesing (2001-2005) (Socialdemokratiet)
- Hans Peter Geil (2006-2010) (Venstre)
- Jens Christian Gjesing (2010-) (Socialdemokratiet)

## Rådhus
Haderslev Kommunes rådhus på Gåskærgade 26 er opført i 1975.